# Buongiorno, mamma!
Buongiorno, mamma! è una serie televisiva italiana diretta da Giulio Manfredonia e Matteo Mandelli nella prima stagione, da Alexis Sweet e Laura Chiossone nella seconda stagione e da Laura Chiossone ed Edoardo Re nella terza stagione, trasmessa in prima visione su Canale 5 dal 21 aprile 2021, con protagonisti Raoul Bova e Maria Chiara Giannetta. È liberamente ispirata alla storia della famiglia di Angela e Nazzareno Moroni.

## Trama
La famiglia Borghi è una famiglia normale con qualcosa di speciale. Apparentemente come le altre, è formata dai coniugi Anna e Guido e dai loro quattro figli: Francesca, la maggiore; Jacopo, il secondogenito; Sole, la figlia specialissima e infine Michelino, il grillo parlante della casa. L'arrivo improvviso di Agata, un'ospite inattesa, costringe ognuno di loro a fare i conti con verità nascoste e ferite apparentemente rimarginate ma che in realtà non hanno mai smesso di sanguinare.

## Episodi
| Stagione         | Episodi | Puntate | Prima TV |
| ---------------- | ------- | ------- | -------- |
| Prima stagione   | 12      | 6       | 2021     |
| Seconda stagione | 12      | 6       | 2023     |
| Terza stagione   | 8       | 4       | 2025     |

## Personaggi e interpreti

### Personaggi principali
- Guido Borghi (stagioni 1-in corso), interpretato da Raoul Bova. È un uomo forte e sicuro, follemente innamorato di sua moglie Anna per cui farebbe di tutto, tanto da tenere in piedi un matrimonio decisamente fuori dal comune. Con Anna ha avuto quattro figli: Francesca, Jacopo, Sole e Michele (detto Michelino). È sia insegnante che preside. Nella seconda stagione ha paura di perdere Sole dopo che quest'ultima ha scoperto che potrebbe essere figlia di Colaprico, e viene ritenuto colpevole dell'omicidio di Maurizia il cui cadavere viene ritrovato nel lago. Grazie al supporto di Sole e Colaprico, riesce a dimostrare la propria innocenza e riavvicinarsi alla sua famiglia.
- Anna Della Rosa (stagioni 1-2), interpretata da Maria Chiara Giannetta. È una madre, ed è il motore della sua famiglia, una forza della natura, capace di fare mille cose contemporaneamente. Ama molto suo marito Guido e i loro figli, a cui non ha mai smesso di star accanto anche se è stata costretta ad una via estrema per proteggerli da un passato misterioso. Infine lascia intendere che fu Maurizia, la migliore amica di sempre, la causa del suo coma. Nella seconda stagione si risveglia, ma non ricorda nulla del giorno in cui è andata in coma. Nell'ultima puntata della seconda stagione si scopre che il responsabile del coma è stato Carmine, lo zio di Mauro, che era sulle tracce di Maurizia.  Per paura che parlasse, Carmine la uccide e getta il cadavere nel lago. Otto anni dopo, tenta di rapire e uccidere Anna, che viene salvata da Guido e Colaprico.
- Agata Scalzi (stagioni 1-in corso), interpretata da Beatrice Arnera. Inizialmente presentatasi con il falso nome di Agata Collalti, è la nuova infermiera di Anna. In realtà è la figlia di Maurizia e almeno inizialmente arriva a casa Borghi con l'unico scopo di scoprire la verità su sua madre, misteriosamente scomparsa quindici anni prima. Ragazza dal cuore tenero e buona, sotto la sua corazza da dura nasconde un'anima profondamente fragile e tanta sofferenza, per lo più dovuta al continuo alternarsi tra presenza e assenza nella sua vita di Maurizia, a cui nonostante tutto non ha mai smesso di voler bene. Nonostante sia arrivata a casa Borghi per un motivo ben preciso, piano piano si affezionerà tanto ai ragazzi e in particolare vuole molto bene a Sole, per la quale diventerà ben presto un vero e proprio punto di riferimento. Nei Borghi troverà finalmente la famiglia che non ha mai avuto, una famiglia che imparerà ad amare e dalla quale è amata. Nell'ultima puntata della prima stagione Guido le confessa che Sole è sua sorella in quanto non è figlia sua e di Anna ma di Maurizia, alla quale Anna l'ha portata via quando ha capito che non era in grado di prendersene cura, ma decide di proteggere Sole non rivelandole nulla di quanto appreso. Grazie ad una bambolina trovata a casa di Colaprico scoprirà che è lui il vero padre di Sole, ma gli intima di lasciare in pace la famiglia Borghi senza dirgli la verità. Nella seconda stagione, con il ritorno di Anna, inizia a sentirsi esclusa dalla famiglia si trasferisce da Mauro, un ragazzo misterioso che ha conosciuto in un momento di difficoltà, pur non interrompendo i rapporti con i Borghi. Non sa però che Mauro si è avvicinato a lei con il fine di scoprire se Maurizia fosse coinvolta nell'omicidio di suo padre e quando il ragazzo glielo confessa lo lascia e torna a stare con i Borghi, ma poi lo perdona e i due tornano insieme.
- Francesca Borghi (stagioni 1-in corso), interpretata da Elena Funari. È la primogenita dei Borghi, inizialmente un'adolescente dall'indole vivace e ribelle, quando la mamma entra in coma è costretta a reprimere questo lato del suo carattere, mettendo sé stessa in secondo piano per occuparsi dei suoi fratelli. Per tutta la prima stagione nutre una forte antipatia nei confronti di Agata, in quanto si accorge del rapporto che instaurano Agata e Sole e ne è molto gelosa,  iniziando a sospettare che la ragazza non sia realmente sua sorella. È fidanzata da sette anni con Piggi, neo-farmacista di buona famiglia, con il quale è prossima al matrimonio ma una sera da ubriaca bacia Armando, amico di Piggi assunto per ristrutturare la casa in cui sarebbero dovuti andare a vivere i due ragazzi una volta sposati e le sue certezze iniziano a vacillare. La forte attrazione nei confronti di Armando le provoca una grande confusione interiore poiché è divisa tra l'amore passionale per quest'ultimo e la sicurezza che le dà Piggi. Dopo l'incidente di Sole si sente in colpa per aver trascurato la sorella e declina la proposta di Armando di andare insieme in Australia per dedicarsi a Sole e al suo imminente matrimonio. Nell'ultima puntata lascia definitivamente Piggi ma forse è troppo tardi: infatti Armando ha finito di ristrutturare la loro casa e ha già lasciato Bracciano, tuttavia Guido fa una sorpresa alla figlia e lo convince a tornare, così i due si mettono finalmente insieme. Nella seconda stagione si scopre che si sono lasciati ma non viene specificato il motivo. Trasferitasi a Roma per studiare medicina, una sera da ubriaca Francesca conosce Karim, un ragazzo indiano che rischiava di essere rimpatriato e mossa da un sentimento di compassione, mista agli effetti della sbronza, si offre di sposarlo per fargli ottenere il permesso di soggiorno. Tornata a casa incontra Paolo, suo primo fidanzato e fisioterapista della madre, con il quale inizia una relazione. Si rende conto di essere poi realmente innamorata di Karim e alla fine della seconda stagione i due si sposano per davvero.
- Sole Borghi (stagioni 1-in corso), interpretata da Ginevra Francesconi. È la terzogenita dei Borghi, una ragazza geniale e la figlia prediletta da Guido. Conduce una vita tranquilla fino a quando una gravidanza inaspettata non la costringerà a crescere prima del previsto: durante una festa organizzata da Federico, il ragazzo più bello della scuola e amico di suo fratello Jacopo, alza troppo il gomito e finisce per andare a letto proprio con Federico. Qualche settimana dopo la festa scopre di essere rimasta incinta e pur non volendo una responsabilità così grande e rovinare il rapporto con il padre, non vuole neanche rinunciare a diventare mamma, per questo motivo deciderà di portare avanti la gravidanza. In questa complicata situazione si lega molto ad Agata e da questo momento le due ragazze diventano inseparabili. Nell'ultima puntata si scopre che non è in realtà figlia di Anna e Guido ma di Maurizia e del vice questore Colaprico, e quindi proprio sorella di Agata. Dopo un tira e molla con Federico e la dichiarazione d'amore di Greg, profondamente confusa bacia l'amico,  ma se ne pente subito dopo. Ancora più confusa di prima, decide di stare da sola e concentrarsi sulla maternità. Nella seconda stagione partorisce la sua bambina, che decide di chiamare Anna -detta Nina- e nell'accudirla viene supportata dalla famiglia, ma non da Federico, che non si sente ancora pronto ad essere padre e che le abbandona per andare a studiare negli Stati Uniti. In seguito, scopre la verità sulle sue origini, ossia che non è figlia di Anna e Guido, ma di Maurizia e Vincenzo, che, proprio per questo, manifesta il desiderio di conoscere meglio e inizia ad instaurare un rapporto con lui. Quando il padre viene accusato dell'omicidio di Maurizia è l'unica a credere in lui, assieme a Colaprico riesce a dimostrare la sua innocenza. Nel finale di stagione si fidanza con Greg
- Jacopo Borghi (stagioni 1-in corso), interpretato da Matteo Oscar Giuggioli (stagioni 1-2) e Thomas Berger Christensen (stagione 3). È il secondogenito dei Borghi ed è un adolescente ribelle, con un'anima da poeta ed un legame strettissimo con sua madre, verso la quale nutre un forte senso di colpa per non essere riuscito a soccorrerla in tempo il giorno in cui lei è caduta in coma, mentre è in un conflitto aperto con suo padre anche se gli somiglia assai più di quanto creda. Sarà costretto ad occuparsi per punizione di Greta, una bella ragazza in sedie a rotelle, che nonostante i loro scontri frequenti gli farà cambiare prospettiva sulla vita. Nella seconda stagione, invece, inizia a provare dei sentimenti per Agata. Si metterà nei guai quando venderà delle ricette di psicofarmaci sottratte al nonno e a causa di ciò, un ragazzo finirà in coma per overdose. Spinto dal senso di colpa, si prende cura di lui mentre è in coma , e in questa occasione conosce Lea, la sorella, della quale si innamora ma non riesce a confessarle la verità. Ci riuscirà nell'ultima puntata e Lea, in un primo momento decide di allontanarsi, ma durante il matrimonio di Francesca si riconcilia con lui. Grazie al supporto di Agata, finalmente trova la sua strada e decide di studiare per diventare infermiere.
- Michele "Michelino" Borghi (stagioni 1-in corso), interpretato da Marco Valerio Bartocci (stagioni 1-2). È affettuosamente chiamato Michelino ed è il più piccolo dei fratelli Borghi. È un bambino dolce e tenero, vivace e maturo, che riesce a far sorridere tutti.
- Vincenzo Colaprico (stagioni 1-in corso), interpretato da Domenico Diele. È il vicequestore che si avvicinerà ad Agata, cercandone la complicità, per incastrare una volta per tutte i Borghi, aiutandola a trovare sua madre. Nell'ultima puntata, grazie a una bambolina trovata a casa sua, Agata scopre che è il padre di Sole e che è il responsabile dell'incendio nel quale si presume sia morta Maurizia, così gli intima di lasciare in pace i Borghi una volta per tutte. Nella seconda stagione torna per chiudere i conti lasciati in sospeso con il passato e scopre che Sole è sua figlia, decidendo quindi di conoscerla, trovare un posto nella sua vita e instaurare un rapporto con lei. Ha avuto in passato una relazione con Maurizia, la madre naturale di Sole, che però è finità prima che venisse a conoscenza della sua gravidanza, poiché era già fidanzato e promesso sposo di un'altra. Quando entra a far parte della vita di Sole, nonostante la loro giustificata diffidenza, ha modo di approfondire il rapporto con il resto della famiglia Borghi e alla fine della serie anche lui ne diventa in qualche modo un componente.
- Maurizia Scalzi (stagioni 1-2), interpretata da Stella Egitto. È un'amica d'infanzia di Anna, nata in una famiglia di umili origini, cresciuta con una madre sola e poco fortunata, è una ragazza bellissima ma dannata. Si caccia spesso nei guai a causa della sua tossicodipendenza e finisce sempre dentro relazioni sbagliate. Da due di queste relazioni sono nate Agata (da lei avuta a diciassette anni con un uomo di cui non ha mai rivelato l'identità a nessuno) e Sole (avuta con l'ispettore Colaprico). Nonostante volesse molto bene alla figlia non è mai stata una madre responsabile, infatti Agata le è stata portata via dagli assistenti sociali a pochi mesi di vita. Nel 2002 Elio le trova un lavoro al Binsky Point, un allevamento di cani e così conosce Saverio Rombi, il proprietario, suo fratello Carmine e il figlio Mauro, a cui si affeziona molto. Nel 2004 muore sua madre e in questa occasione fa la conoscenza di Colaprico, un ispettore di polizia da poco arrivato a Bracciano con cui inizia una relazione. Poco dopo scopre di essere incinta ma proprio quando stava per dirgli della gravidanza lui le rivela che in Calabria (sua terra d'origine) ha già una fidanzata con cui è prossimo al matrimonio. La breve relazione tra Maurizia e Vincenzo termina, ma nonostante questo decide ugualmente di tenere il bambino e pochi mesi dopo nasce Sole, alla quale però Anna la porta via poco dopo la nascita. Quella stessa notte scoppia un incendio nel casale in cui abitava e viene da tutti creduta morta, ma dal quale riesce a salvarsi. Pochi giorni dopo Saverio Rombi viene ucciso ed essendo lei l'unica testimone oculare dell'omicidio (in realtà commesso da Carmine) è costretta a non rivelare a nessuno di essersi salvata. Nell'ultima puntata della prima stagione si scopre che non è morta nell’incendio al casale come invece tutti pensavano e Anna lascia intendere che fosse stata Maurizia a causare il suo lungo coma. Nella seconda stagione si scopre che è stata uccisa e pare che fosse incinta di Guido (in realtà era incinta del padre di Guido, Elio), che viene accusato dell'omicidio. Quando scopre che sua figlia da lei creduta morta è stata adottata da Guido e Anna, ritorna a Bracciano, incinta di Elio. Anna e Maurizia hanno così un confronto dopo circa 10 anni e in questa occasione Maurizia le confida il motivo per cui non ha detto a nessuno di essere ancora viva e ringrazia l'amica per aver salvato la vita di sua figlia, manifestando il desiderio di conoscerla senza tuttavia rivelarle la sua vera identità. Anna decide di accontentarla ma purtroppo Maurizia non fa in tempo perché non si accorge di essere seguita da Carmine, che la uccide mentre stava cercando di difendere Anna dall'aggressione che l'ha portata in coma.
- Laura De Santis (stagione 3), interpretata da Serena Iansiti. La conosceremo durante il corso della terza stagione

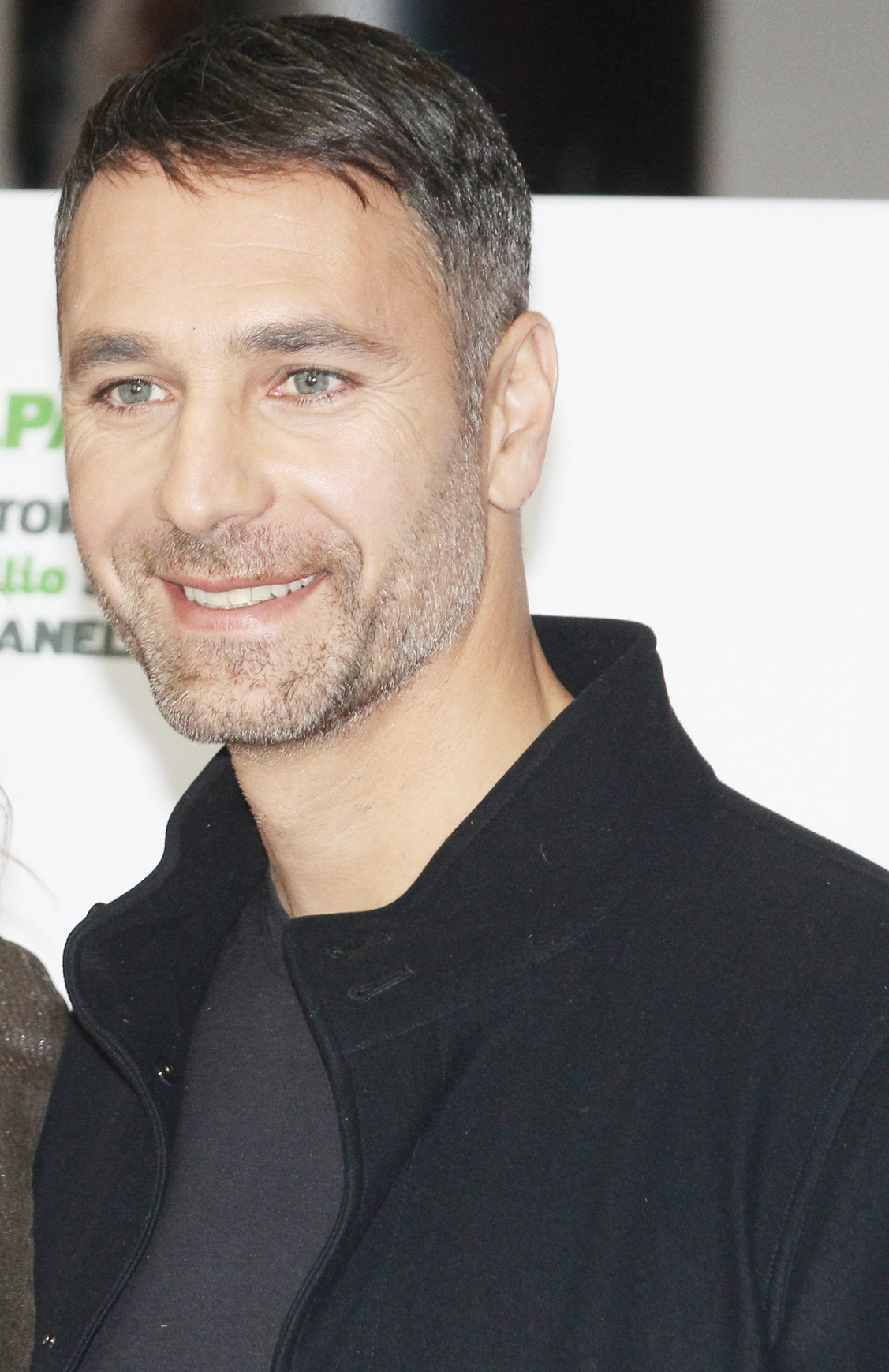
Raoul Bova interpreta Guido Borghi
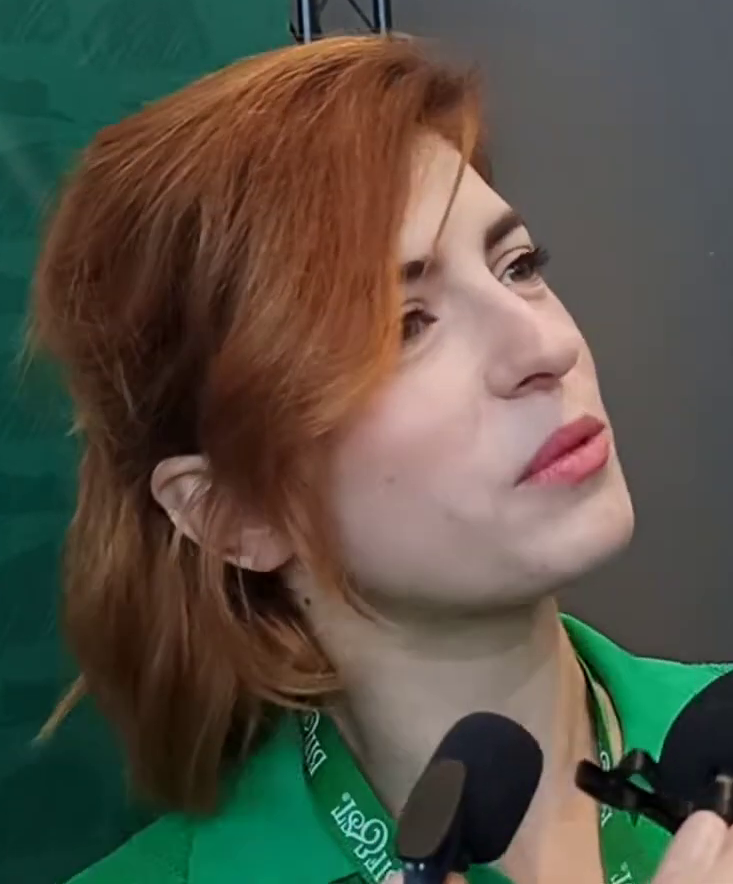
Maria Chiara Giannetta interpreta Anna Della Rosa
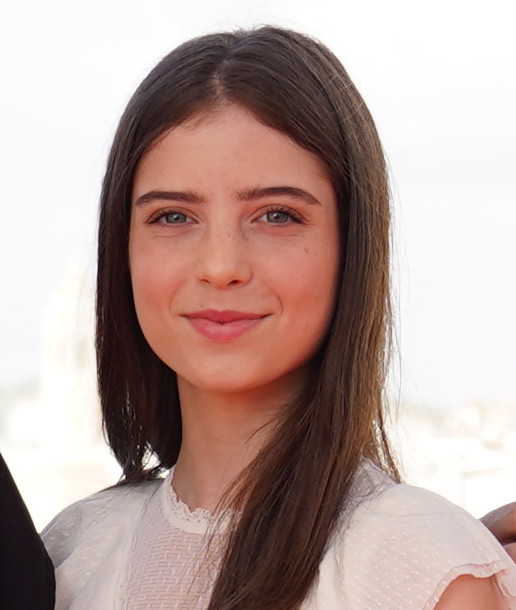
Ginevra Francesconi interpreta Sole Borghi
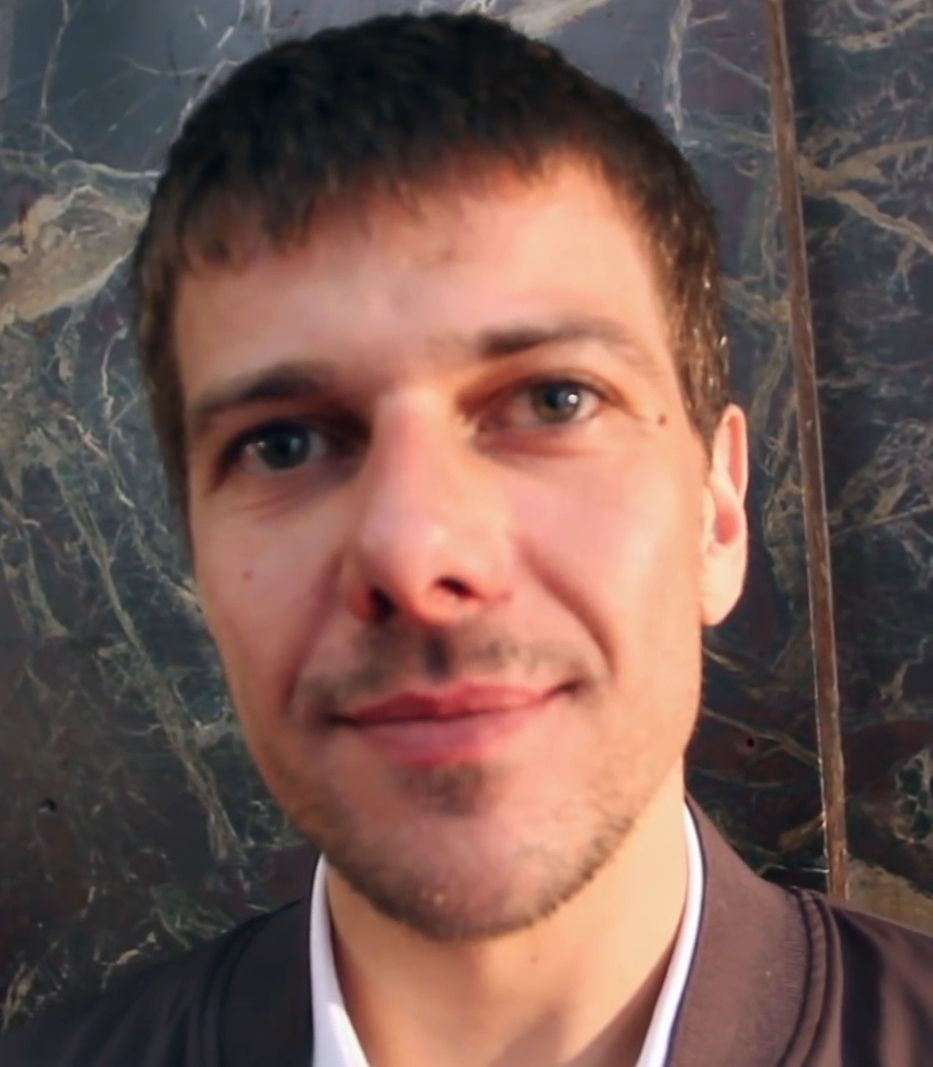
Domenico Diele interpreta il Vicequestore Vincenzo Colaprico
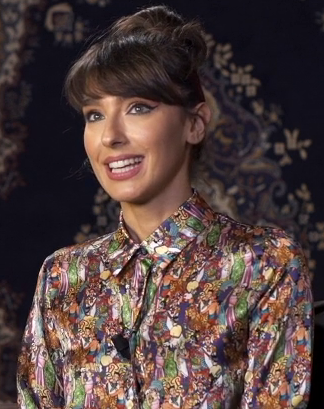
Stella Egitto interpreta Maurizia Scalzi

### Personaggi secondari
- Lucrezia Della Rosa (stagioni 1-2), interpretata da Barbara Folchitto. È la madre di Anna e quindi nonna materna dei ragazzi. È tra le personalità più in vista della zona. Da sempre è in conflitto con la figlia Anna, nella quale ha sempre visto la sua naturale erede, e con i Borghi, dei quali non accetta alcune decisioni. Vorrebbe che Francesca prendesse il posto accanto a lei, quello che per anni è rimasto vuoto per l'assenza di Anna. Quando Anna poi si risveglia le due si riconciliano dopo otto anni che Anna è stata in coma.
- Filippo Della Rosa (stagioni 1-2), interpretato da Filippo Gili. È il nonno materno, padre di Anna. È un medico molto stimato e ha sposato Lucrezia, la "regina" di Bracciano, diventando in famiglia una sorta di "principe consorte". Il suo matrimonio è stato solo d’interesse e non è mai stato un marito troppo fedele.
- Armando (stagione 1), interpretato da Erasmo Genzini. È un amico di Piggi, che viene assunto per ristrutturare la casa in cui andranno a vivere Francesca e Piggi una volta sposati. Si innamora di Francesca e, alla fine, i due si mettono insieme perché la ragazza ha il coraggio di lasciare Piggi e lasciarsi andare al vero amore. Nella seconda stagione i due si sono lasciati, ma non viene chiarito il motivo.
- Miriam Castellani (stagione 1), interpretata da Serena Autieri. È la nuova insegnante di sostegno, collega di Guido, che si è trasferita da poco in città. Resta da subito affascinata da Guido e cerca di conquistarlo, vendendo inizialmente respinta da lui, ma la pressione data dalla minaccia che Agata e Colaprico potrebbero rappresentare per la sua famiglia porta Guido a mettere in discussione il suo matrimonio e i due si avvicinano troppo. Quando però Guido capisce che la vicinanza tra lui e la collega rischiava seriamente di mandare in pezzi la sua famiglia, mette la parola fine alla loro frequentazione. Comprendendo la situazione, è lei stessa a chiedere a Jacopo e Sole di dimenticare quello che è successo tra lei e il padre. A partire dalla seconda stagione non appare più.
- Federico De Santi (stagioni 1-2), interpretato da Federico Cesari. È il ragazzo più ammirato della scuola. Una sera, ad una festa dopo essersi ubriacati, andrà a letto con Sole che in seguito rimarrà incinta. Nella seconda stagione è sempre più distante da Sole e dalla bambina e decide di andare a studiare negli Stati Uniti
- Greg (stagioni 1-in corso), interpretato da Giovanni Nasta. È il migliore amico di Sole, si conoscono fin dall'asilo, e sono molto simili. Entrambi sono allegri, un po' nerd e molto appassionati di scienza. È segretamente innamorato di Sole dai tempi dell'asilo. Sarà di grande supporto alla ragazza durante la sua gravidanza e successiva maternità. I due si mettono insieme alla fine della stagione
- Greta Adinolfi (stagione 1, guest 2),  interpretata da Rausy Giangarè. È una compagna di scuola di Jacopo, figlia di genitori ricchi e impegnati. Nuotatrice professionista e campionessa di tuffi, la sua vita viene stravolta da un incidente in piscina che la farà finire su una sedia a rotelle. Conosce Jacopo quando il ragazzo per punizione viene costretto dal padre ad accompagnarla in ospedale per fare fisioterapia e nonostante la reciproca ostilità iniziale, i due iniziano una relazione. Nella quinta puntata scopre che non potrà tornare più a camminare e tenta di suicidarsi, tentativo che non andrà in porto grazie al tempestivo intervento di Jacopo. Tuttavia non riesce ad accettare la sua condizione e chiede al fidanzato di accompagnarla in Svizzera per mettere fine alla sua vita, intenzione dal quale lo stesso Jacopo la farà desistere. All'inizio della seconda stagione si rende conto che Jacopo si è innamorato di Agata e lo lascia.
- Piggi (stagione 1, guest 2), interpretato da Niccolò Ferrero. È il fidanzato storico di Francesca, stanno insieme da sette anni e sono prossimi al matrimonio, infine annullato in quanto Francesca ha deciso di lasciarlo. È un neo farmacista e un classico ragazzo di buona famiglia. Nella seconda stagione è sposato con una ragazza di nome Valentina e i due aspettano un bambino
- Elio Borghi (stagione 1-2), interpretato da Giovanni Calcagno. È il padre di Guido. È un uomo di umili origini, abituato a sopravvivere e lottare, anche con la forza se necessario. Possiede un'autofficina dalla quale passano automobili di dubbia provenienza. A metà della seconda stagione viene rivelato che è morto durante il salto temporale tra le due stagioni, anche se non viene spiegato come. Ha aiutato Maurizia a fuggire dopo l'incendio ed iniziato una relazione con lei. Alla fine si scopre che quando Maurizia è morta aspettava un bambino il cui DNA è compatibile con quello di Guido, in realtà non era figlio di Guido ma dello stesso Elio
- Guido da bambino (stagione 1), interpretato da Andrea Arru.
- Dottoressa Billi (stagione 1), interpretata da Monica Dugo. È una ginecologa del consultorio dalla quale Sole si reca con l'intenzione di interrompere la propria gravidanza
- Michele (stagione 1), interpretato da Christian Ghidoni. È un compagno di classe di Sole.
- Barbara (stagione 1), interpretata da Lucrezia Massari. È la fidanzata di Jacopo all'inizio della serie.
- Stefano Masini (stagione 1), interpretato da Marco Rossetti. È una vecchia fiamma di Agata che fa ritorno a Bracciano con il tentativo di coinvolgerla in un affare illegale, ma la ragazza se ne rende conto in tempo e lo lascia definitivamente.
- Ludovica (stagione 1), interpretata da Martina Iacomelli. È la fidanzata di Federico per tutta la prima stagione.
- Melchiorri (stagione 1), interpretato da Fabrizio Nevola. È lo spacciatore di Maurizia. Viene rintracciato da Colaprico.
- Giudice PM Sandro Sanvito (stagione 1), interpretato da Guido Roncalli. È un amico di Guido e giudice che convalida la sua custodia cautelare.
- Questore Giorgi (stagione 1), interpretato da Massimiliano Pazzaglia. È il questore che lavora con Colaprico.
- Gioia Giraldi (stagione 1), interpretata da Astrid Meloni. È un'ex "amica" di Maurizia.
- Mauro Rombi (stagione 2-in corso), interpretato da Thomas Santu. È un misterioso barista che si avvicina ad Agata per scoprire la verità sulla morte di suo padre, Saverio, ucciso diciassette anni prima, omicidio nel quale crede sia implicata Maurizia. Inizia una relazione con Agata della quale però finisce per innamorarsi davvero e quando la ragazza lo lascia dopo averle rivelato il reale motivo per il quale aveva iniziato a frequentarla, tenta in tutti i modi di riconquistare la sua fiducia ricominciando da capo. Nell'ultima puntata si scopre che il responsabile dell'omicidio di Saverio non era Maurizia ma Carmine, zio di Mauro che lo ha cresciuto da quando era morto il padre.
- Mauro da bambino (stagione 2), interpretato da Raffaele Simone Cordiano. È orfano di madre e cresciuto soltanto con il padre al quale è molto legato, conosce Maurizia quando quest'ultima inizia a lavorare al Binsky Point e le si affeziona molto, vedendola come una figura materna. Quando Maurizia scompare e Saverio viene ucciso inizia a sospettare di lei.
- Carmine Rombi (stagione 2), interpretato da Luca Angeletti. È lo zio di Mauro e fratello di Saverio. è il responsabile del coma di Anna e della morte di Maurizia, alla quale stava dando la caccia, per paura che rivelasse la verità sulla morte di Saverio.
- Karim Patel (stagione 2-in corso), interpretato da Kel Giordano. È un uomo di origine indiana, bravo ragazzo senza alcun tipo di scheletro nell'armadio. Conosce Francesca in un momento per lui di grande difficoltà: essendo infatti sprovvisto di permesso di soggiorno rischiava di essere rimpatriato, così la ragazza si offre di sposarlo per farlo rimanere in Italia. Viene accolto da subito calorosamente dai Borghi. È fidanzato da tanti anni con Darika, una sua connazionale, ma la lascerà quando capirà di essersi innamorato realmente di Francesca. Ricambiato, i due ragazzi si sposano alla fine della seconda stagione.
- Paolo (stagione 2), interpretato da Alessandro Cosentini. È il fisioterapista di Anna nonché un vecchio conoscente di Francesca. Prova ancora dei sentimenti per quest'ultima.
- Daniel (stagione 2), interpretato da Giovanni Maini. È un vecchio compagno di scuola di Jacopo che lavora come cameriere al battesimo di sua nipote. Coinvolge Jacopo in un brutto giro.
- Saverio Rombi (stagione 2), interpretato da Gianluca Merolli. È il padre di Mauro e fratello di Carmine.
- Lea (stagione 2-in corso), interpretata da Nicoletta di Bisceglie. È la sorella di Dario, il ragazzo finito in coma per colpa di Jacopo e Daniel. In seguito diventerà la fidanzata del secondogenito dei Borghi
- Lisa (stagione 3), interpretata da Sabina Cattaneo Della Volta.

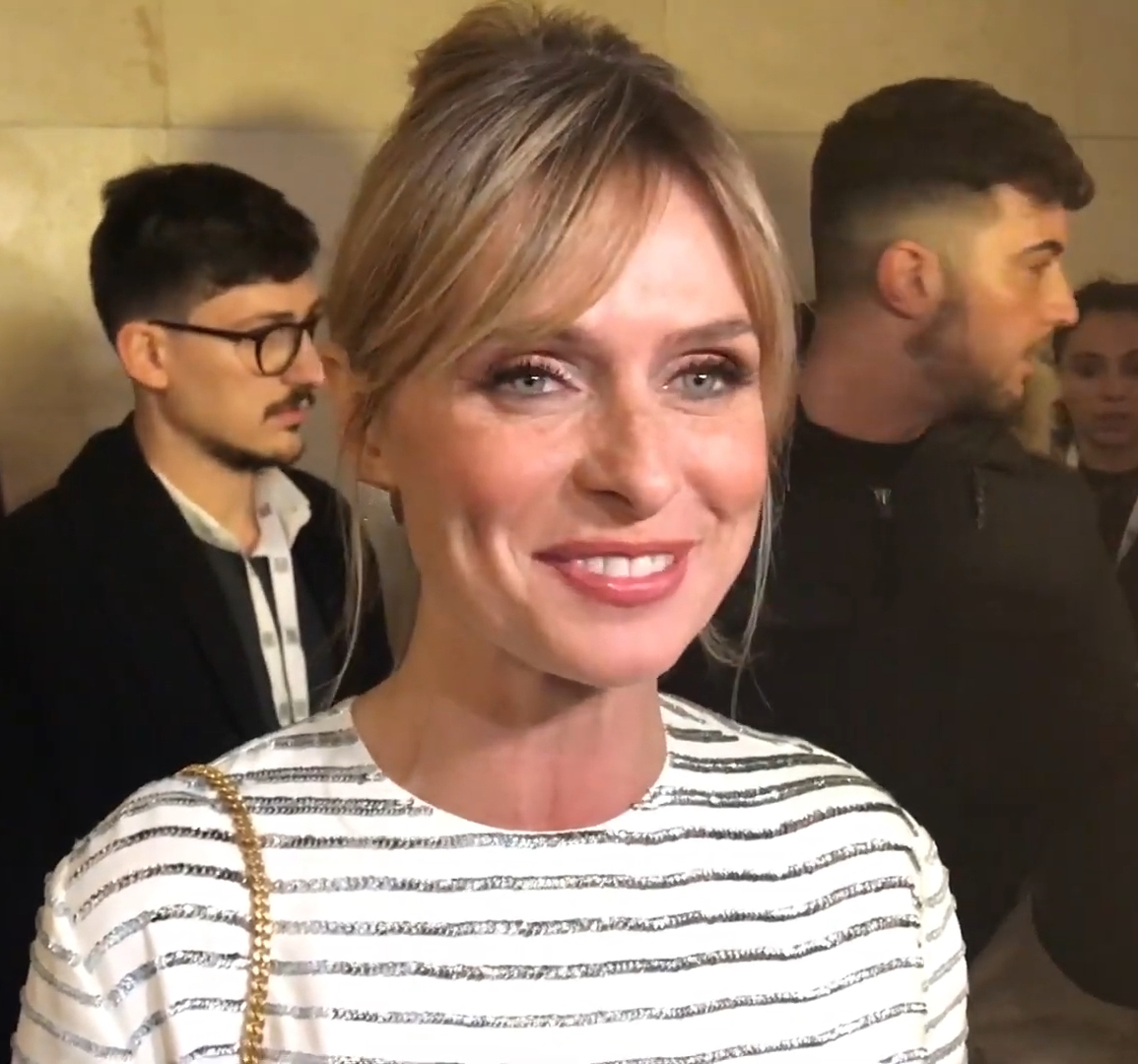
Serena Autieri interpreta Miriam Castellani
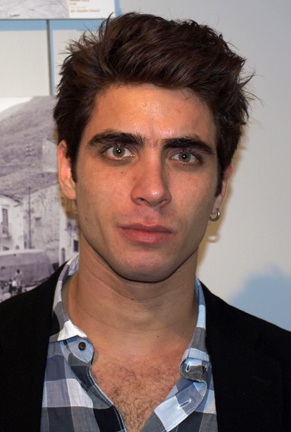
Marco Rossetti interpreta Stefano Masini

## Produzione
La serie è creata da Elena Bucaccio, Lea Tafuri e Leonardo Valenti, diretta da Giulio Manfredonia e Matteo Mandelli nella prima stagione e da Alexis Sweet e Laura Chiossone nella seconda stagione, scritta da Elena Bucaccio, Luca Bernabei, Lea Tafuri, Alessandro Sermoneta, Giovanni Di Giamberardino, Francesco Arlanch, Giorgia Mariani, Michela Straniero, Margherita Pauselli, Lorenzo Righi e Costanza Cerasi e prodotta da Lux Vide in collaborazione con RTI.

### Rinnovo
In seguito all'ottimo successo della prima stagione, la serie è stata rinnovata per una seconda stagione, andata in onda dal 15 febbraio al 17 marzo 2023. Nel luglio del 2024 la serie è stata rinnovata per una terza stagione.

### Riprese
Inizialmente le riprese della prima stagione erano state fissate per marzo 2020, ma la produzione ha subìto dei ritardi di alcuni mesi a causa della pandemia di COVID-19, mentre le riprese si sono tenute in diverse località del Lazio: in particolare a Roma, a Bracciano e a Trevignano Romano (una piccola località in provincia di Roma che sorge sul lago di Bracciano, in cui spesso Guido si immerge e dove è situata la Villa della famiglia Borghi). Le riprese della seconda stagione si sono svolte dal 16 maggio al 7 ottobre 2022 in diverse località del Lazio: in particolare a Roma, Bracciano, Anguillara Sabazia,Trevignano Romano  (in cui spesso Guido si immerge nel lago di Bracciano e dove è situata la Villa della famiglia Borghi) e Formello.

## Distribuzione
La serie va in onda in prima serata su Canale 5 dal 21 aprile 2021: la prima stagione è stata trasmessa dal 21 aprile al 27 maggio 2021, mentre la seconda stagione è stata trasmessa dal 15 febbraio al 17 marzo 2023.

## Promozione
La prima stagione della serie è stata presentata il 10 aprile 2021 a Verissimo da Raoul Bova e Serena Autieri, mentre la seconda stagione è stata presentata il 5 febbraio 2023 a Verissimo da Raoul Bova e Maria Chiara Giannetta.